# 川南護国神社
川南護国神社（かわみなみごこくじんじゃ）は宮崎県児湯郡川南町にある神社である。境内は陸軍空挺落下傘部隊発祥の地としても知られる。

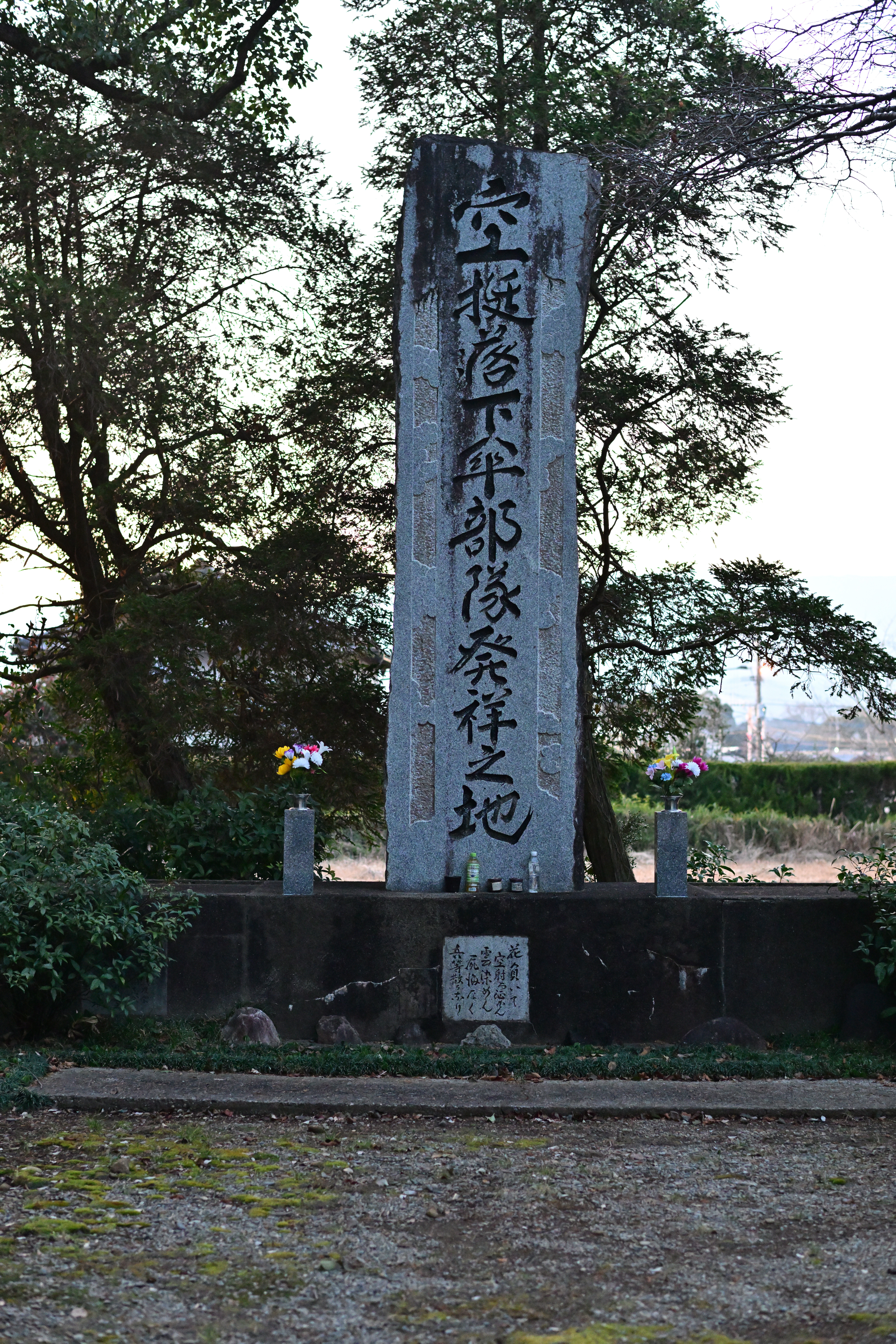
「空挺落下傘部隊発祥之地」の記念碑

## 概要
旧川南村出身の戦没者634柱の英霊と、陸軍挺進部隊戦没者約12,000柱の英霊を合祀により祭祀している。これは、陸軍挺身練習部構内に設置された「挺進神社」が戦後、宮崎に進駐したGHQにより焼き払われたため、川南護国神社建立の際に合祀を行ったことによる。
また、境内は降下訓練の降着場跡地であるため、「空挺落下傘部隊発祥之地碑」が建立された。毎年、奉賛会主催で、町、遺族、空挺戦友会・空挺同志会の会員、陸軍挺身部隊の後身である陸上自衛隊第1空挺団隊員が出席し、例祭が行われている。
護国神社を名乗っているが、靖国神社ホームページに掲載されている全国の護国神社一覧には掲載されていない。（護国神社の項を参照）

## 沿革
以下は「空挺落下傘部隊発祥之地碑」碑文および出典からまとめたものである
1941年（昭和16年）陸軍挺進練習部の創設に伴い、満州の白城子陸軍飛行学校から宮崎県の唐瀬原・新田原へ部隊が移駐となった。その際、川南村の唐瀬原の陸軍軍馬補充部の軍馬用牧場を転用する形で落下傘降着場として使用されるようになった。
挺進部隊が実戦投入されたが、戦場で散った英霊を祀るために、1944年（昭和19年）に豊原にあった陸軍挺身練習部構内に設置された挺進神社が建立された。敗戦後、陸軍挺身練習部の建屋を宮崎師範学校が使用し、同校が挺身神社を管理していたが、1945年（昭和20年）年末に宮崎に進駐したGHQにより挺進神社は1946年（昭和21年）の初夏に焼かれてしまった。
一時的に川南村内の唐瀬に住んでいた石川富士之助の仏壇を借りる形で英霊を祀っていたが、1949年（昭和24年）、川南村の英霊634柱を祀る川南護國神社として建立される際、挺進神社の英霊の合祀を行った。
1956年（昭和31年）、川南護国神社の一部の英霊を高野山に分祀した。
1963年（昭和38年）、「空挺落下傘部隊発祥之地碑」を建立した。
1991年（平成2年）、後世に挺身部隊の記録を残すため、「川南護國神社に空挺部隊一万有余の英霊合祀の由来」碑文を建立した。

## 記念碑

### 「川南護國神社に空挺部隊一万有余の英霊合祀の由来」碑
陸軍挺身部隊の記念碑はこのほか、旧陸軍新田原飛行場跡に立地する航空自衛隊新田原基地内に「空挺歌碑」として建立されている。また、国立病院機構宮崎病院の敷地内には、第3連隊兵営の給水塔が戦争遺構として残されており、農地開拓により消えてしまった練兵場唯一の遺構として、また川南町のシンボルとして残されている。
一方、海軍にも落下傘部隊が編成されたが、「海軍落下傘部隊発祥野之地碑」は千葉県館山市の海上自衛隊館山航空基地敷地内に建立された。